# Supercoppa italiana 2000 (pallavolo femminile)
La Supercoppa italiana di pallavolo femminile 2000 si è svolta il 15 ottobre 2000: al torneo hanno partecipato due squadre di club italiane e la vittoria finale è andata per la prima volta alla Virtus Reggio Calabria.

## Regolamento
Le squadre hanno disputato una gara unica.

## Squadre partecipanti
| Squadra                | Qualificazione                  | Ultima partecipazione    |
| ---------------------- | ------------------------------- | ------------------------ |
| Modena                 | Vincitrice Serie A1 1999-00     | Supercoppa italiana 1997 |
| Virtus Reggio Calabria | Vincitrice Coppa Italia 1999-00 | Debutto                  |

## Torneo
| 15 ottobre 2000 PalaLoniano, Rieti Durata: 1h:30 - Spettatori: 1 900 | Modena | 2 - 3 | Virtus Reggio Calabria | 22-25, 25-21, 25-16, 20-25, 12-15 |